# كريس سليد
كريس سليد (بالإنجليزية: Chris Slade)‏ هو لاعب كرة قدم أمريكية أمريكي، ولد في 30 يناير 1971 في نيوبورت نيوز في الولايات المتحدة.

## وصلات خارجية
- كريس سليد على موقع مرجع كرة القدم المحترفة.كوم (الإنجليزية)